# Artabano I
Artabano I (in latino Artabanus, in partico 𐭍𐭐𐭕𐭓, trasl. Ardawān); ... – 124/123 a.C.) è stato un sovrano dei Parti.
Erroneamente noto nella storiografia meno recente come Artabano II, la sua parentesi al potere si rivelò piuttosto breve, essendo durata dal 127 circa al 124/123 a.C. Il suo breve mandato terminò bruscamente quando morì durante una battaglia contro gli Yuezhi a est; gli subentrò il figlio Mitridate II, mentre secondo un filone minoritario Arsace X.

## Nome
Artabanus è la versione latina del greco Ἁρτάβανος (Artábanos), a sua volta derivante dal persiano antico *Arta-bānu ("la gloria di Arta"). La variante in partico e medio persiano era Ardawān (𐭍𐭐𐭕𐭓).

## Biografia
Figlio di Friapazio, Artabano I subentrò al nipote Fraate II nel 127 a.C.. Artabano I doveva essere relativamente anziano al momento della sua ascesa, dato che il padre era morto decenni prima, nel 176 a.C.. Fin dall'inizio del II secolo a.C., gli Arsacidi avevano fatto proprio un modello adottato durante le successioni dinastiche dall'impero achemenide, di cui si ritenevano eredi. Non è un caso che alcuni autori dell'epoca avessero sostenuto, sulla base di nessuna prova storiografica, un legame di sangue tra il primo re arsacide, Arsace I (al potere dal 247 al 217 a.C.), e un importante re dei re achemenide, Artaserse II (regnante dal 404 al 358 a.C.). I titoli achemenidi furono assunti anche dagli Arsacidi; il fratello di Artabano I Mitridate I (r. 171-132 a.C.) fu il primo sovrano arsacide a fregiarsi del titolo achemenide di "re dei re".
Tuttavia, Artabano I, allo stesso modo di Fraate II, si astenne dal definirsi "re dei re", preferendo piuttosto "grande re". Come gli altri monarchi partici, ordinò l'iscrizione del titolo Arsace sulle monete emesse durante il suo dominio, un riferimento al summenzionato capostipite e primo sovrano partico Arsace I (r. 247-217 a.C.); tale prassi finì per diventare comune tra i re partici, in quanto tutti si dimostrarono decisamente affascinati dai suoi successi. Inoltre, utilizzò anche il titolo di Filelleno ("amico dei Greci"), che era stato introdotto durante il regno di Mitridate I come parte di una politica volta a preservare relazioni pacifiche con i sudditi ellenici. Come si evince da studi numismatici, i precedenti re partici erano raffigurati in abiti ellenistici; la situazione cambiò sotto Artabano I, che viene riportato sulle sue monete con una veste partica, a testimonianza della rinascita iranica in corso sotto i Parti. Come i suoi due predecessori, Artabano I indossa un diadema ellenistico, mentre la sua lunga barba rappresenta una tradizionale usanza nel mondo iranico.
Il regno di Artabano I coincise con una fase di declino per il mondo partico. Il suo predecessore, Fraate II, era morto combattendo contro i nomadi invasori nella parte orientale dell'impero. Artabano I fu anche costretto a combattere i nomadi, i Saci e gli Yuezhi, e, stando a quanto riferito dalle fonti, dopo essere stato sconfitto venne costretto a versare loro un tributo. Aspasine, che aveva da poco fondato il principato di Characene nella Mesopotamia meridionale, approfittò delle difficoltà partiche a est proclamando la propria indipendenza dall'autorità centrale. In seguito si impadronì per breve tempo di Babilonia (127 a.C. circa) e dal 125/124 a.C. si assicurò alcune aree della Mesopotamia, come attestano le monete da lui coniate. Artabano I scelse di rimanere in Oriente per affrontare i nomadi, che considerava una minaccia più pericolosa. Nel 124/123 a.C., proprio come Fraate II, Artabano I morì nel corso di una battaglia ingaggiata contro gli Yuezhi a est, ipotesi avvalorata dallo storico romano Giustino che parla di ferite riportate sul braccio. Gli succedette il figlio Mitridate II, che non solo si occupò in maniera definitiva dei nomadi che premevano sui confini orientali della Partia, espandendo al contempo l'autorità partica a ovest e trasformando l'impero in una superpotenza. Un filone minoritario ritiene invece che prima di Mitridate subentrò Arsace X, malgrado la sua storicità resti oggetto di dibattito.

### Esplicative
1. ↑  Il periodo esatto in cui regnò Artabano I è controverso. Secondo Shayegan, il suo regno durò dal 127 al 125 a.C.: Shayegan (2011), pp. 41-42. Curtis indica invece come parentesi al potere il 127-124/123 a.C.: Curtis (2007), pp. 11, 15. Mentre Schippmann indica il 127-124/123 a.C., Daryaee riferisce il 126-123/122 a.C.: Schippmann (1986a), pp. 647-650; Daryaee (2012), p. 170.

### Bibliografiche
1. 1 2 3 4 5 6 7  Schippmann (1986a), pp. 647-650.
2. 1 2  Dandamayev (1986), pp. 646-647.
3. 1 2  Daryaee (2012), p. 179.
4. ↑  Schippmann (1986b), pp. 647-650.
5. ↑  Shayegan (2011), pp. 41-42.
6. ↑  Daryaee (2012), p. 169.
7. ↑  Kia (2016), p. 23.
8. ↑  Curtis (2007), p. 11.
9. ↑  Daryaee (2012), p. 170.
10. ↑  Curtis (2007), p. 15.
11. ↑  Curtis (2007), p. 9.
12. ↑  Shayegan (2011), p. 111.
13. ↑  Giustino, XLI. 42.
14. ↑  Frye (1984), p. 213.
15. ↑  Overtoom (2020), p. 248.

### Fonti primarie
- Giustino, Storie filippiche di Pompeo Trogo.

### Fonti secondarie
- (EN) Vesta Sarkhosh Curtis, The Iranian Revival in the Parthian Period, in Vesta Sarkhosh Curtis e Sarah Stewart, The Age of the Parthians: The Ideas of Iran, vol. 2, Londra e New York, I.B. Tauris & Co Ltd., 2007,  pp. 7-25, ISBN 978-1-84511-406-0.
- (EN) M.A. Dandamayev, Artabanus (Old Persian proper name), in Encyclopaedia Iranica, II, Fasc. 6, 1986,  pp. 646-647.
- Touraj Daryaee, The Oxford Handbook of Iranian History, Oxford University Press, 2012, ISBN 978-0-19-987575-7.
- (EN) Richard N. Frye, The History of Ancient Iran, C.H.Beck, 1984, ISBN 978-34-06-09397-5.
- (EN) Mehrdad Kia, The Persian Empire: A Historical Encyclopedia, ABC-CLIO, 2016, ISBN 978-16-10-69391-2.
- (EN) Nikolaus Leo Overtoom, Reign of Arrows: The Rise of the Parthian Empire in the Hellenistic Middle East, Oxford University Press, 2020, ISBN 978-01-90-88833-6.
- (EN) K. Schippmann, Artabanus (Arsacid kings), su Encyclopaedia Iranica, iranicaonline.org, II, Fasc. 6, 1986a,  pp. 647-650.
- (EN) K. Schippmann, Arsacids ii. The Arsacid dynasty, in Ehsan Yarshater, Encyclopædia Iranica, II/5: Armenia and Iran IV–Art in Iran I, Londra e New York, Routledge & Kegan Paul, 1986b,  pp. 525-536, ISBN 978-0-71009-105-5.
- (EN) M. Rahim Shayegan, Arsacids and Sasanians: Political Ideology in Post-Hellenistic and Late Antique Persia, Cambridge University Press, ISBN 978-05-21-76641-8.